# Оксенхаузен
Оксенхаузен (нем. Ochsenhausen) — город в Германии, в земле Баден-Вюртемберг. 
Подчинён административному округу Тюбинген. Входит в состав района Биберах.  Население составляет 8799 человек (на 31 декабря 2010 года). Занимает площадь 59,96 км². Официальный код  —  08 4 26 087.
Город подразделяется на 3 городских района.

## Фотографии

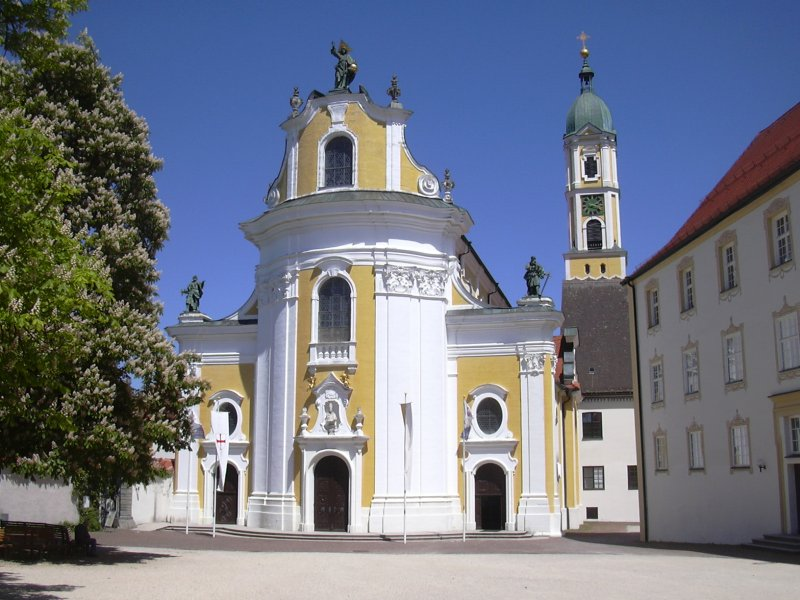
Аббатство Оксенхаузен
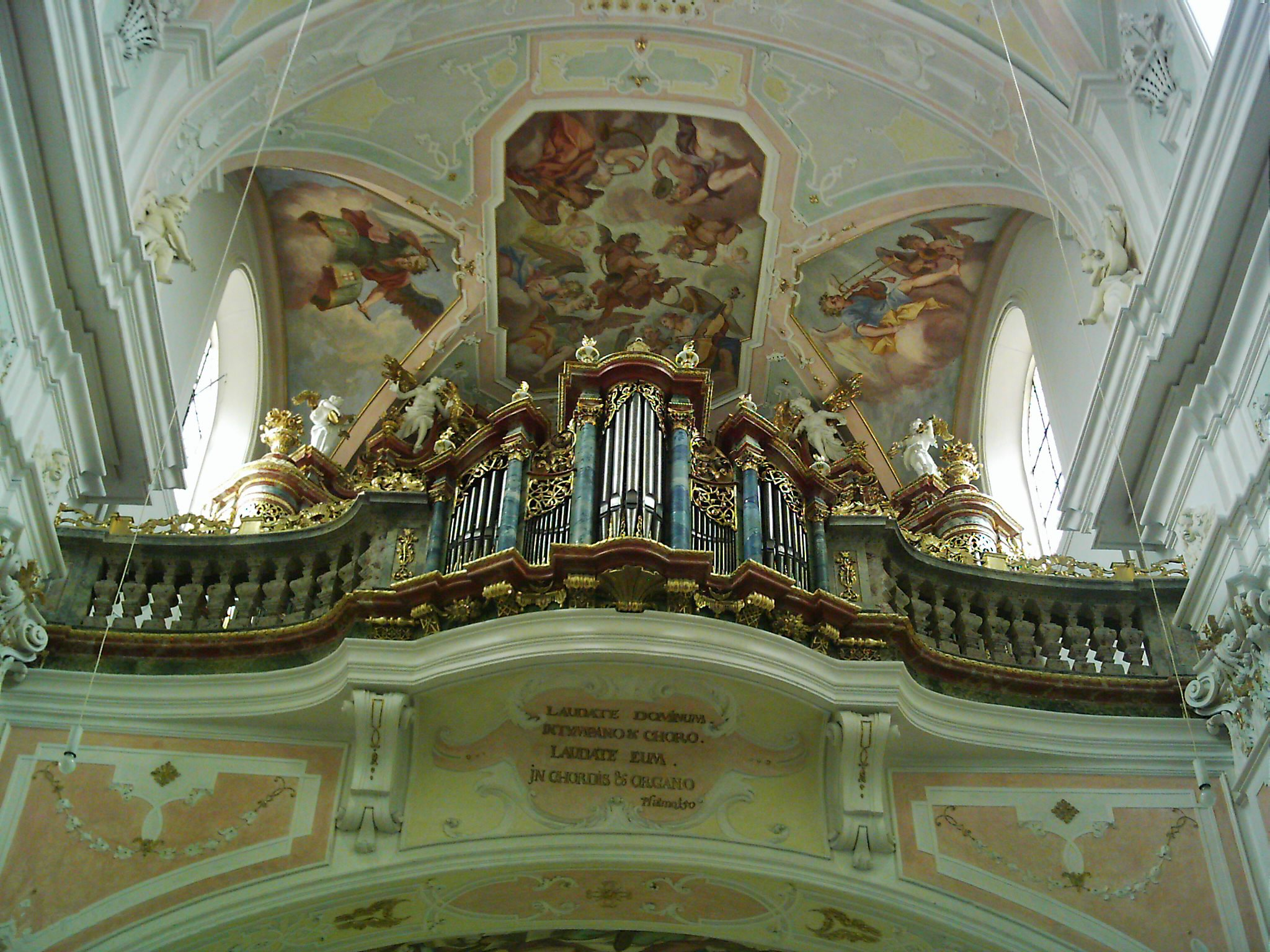
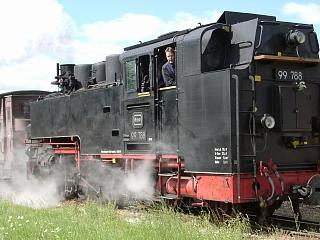
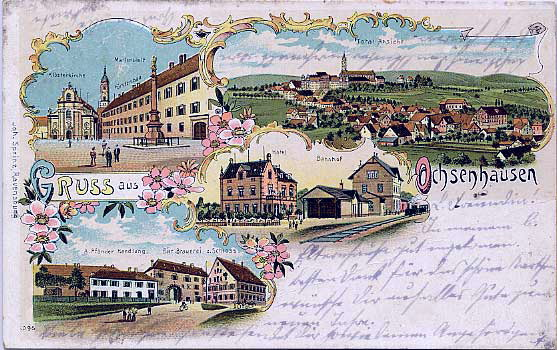
Вокзал